# Скупчення Гідри
Скупчення Гідри (Abell 1060, англ. Hydra Cluster) — скупчення з понад 100 яскравих галактик у складі надскупчення Гідри-Центавра. Розмір скупчення становить близько 10 мільйонів світлових років, що робить його одним із трьох найбільших скупчень галактик у межах 200 мільйонів світлових років від Чумацького Шляху (разом зі скупченнями Діви та Центавра). Відстань від Сонця до скупчення становить 58,3 Мпк (190,1 млн світлових років).
За класифікацією Ботц — Моргана скупчення Гідри належить до рідкісного типу III, тобто не має центральної домінуючої галактики. Наймасивнішими в цьому скупченні є еліптичні галактики NGC 3309 і NGC 3311, а також спіральна галактика NGC 3312. Діаметр кожної з них — близько 150 тисяч світлових років.
Частка темної матерії в скупченні Гідри більша, ніж у схожих скупченнях, що не дає спокою астрономам.
Попри те, що скупчення при спостереженні із Землі виглядає майже круговим, є свідчення про неоднорідний тривимірний розподіл галактик у ньому.